# Hex (localité)
Hex (en néerlandais Heks) est un village de la Hesbaye situé à quelques kilomètres au sud de la ville de Looz (en néerlandais : Borgloon), dans la province de Limbourg (Région flamande de Belgique). Administrativement il fait partie de la commune de Heers. C'était une commune à part entière avant la fusion des communes de 1977 qui avait déjà fusionnée avec Horpmaal et Vechmaal en 1971.

## Démographie

### Évolution démographique avant la fusion de 1971
- Sources: INS, Rem.: 1831 jusqu'en 1961 = recensements

### Évolution démographique de la commune fusionnée
Graphe de l'évolution de la population de la commune. Les données ci-après intègrent les anciennes communes dans les données avant la fusion en 1971.
- Sources: INS, Rem.: 1831 jusqu'en 1970 = recensements, 1976 = nombre d'habitants au 31 décembre[2].

## Patrimoine

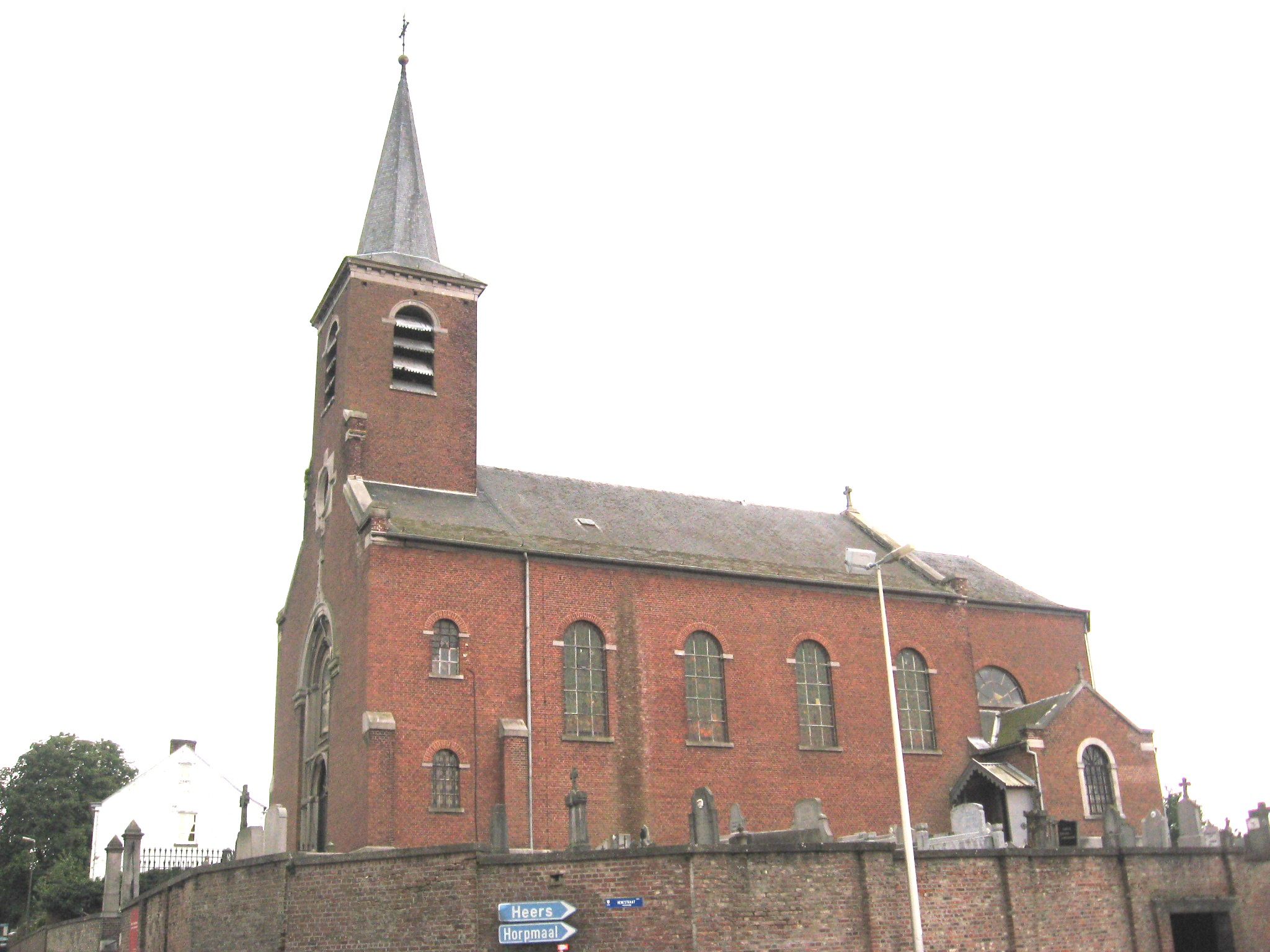
Église Notre-Dame de l'Assomption

- Le château de Hex, datant du XVIIIe siècle.
- L’église Notre-Dame de l’Assomption ;
- La Ferme ‘Monnikenhof’ (‘cour des moines’), ancienne propriété de l’abbaye de Villers, datant du XVIe siècle.
- Monument de la Résistance.

## Personnalité
- Ludovic Van Winkel (nl), écrivain pour la jeunesse, né à Hex en 1893.